# NGC 3603-B
NGC 3603-B (HD 97950B, WR 43b) — звезда Вольфа — Райе в центре скопления HD 97950 в области звездообразования NGC 3603, находящейся на расстоянии около 25 тыс. световых лет от Солнца. Звезда имеет спектральный класс WN6h и является одной из наиболее мощных и массивных известных звёзд.
HD 97950 является плотным скоплением или тесной кратной звездой. В 1926 году шести наиболее ярким объектам были приписаны обозначения от A до F, хотя затем некоторые из этих объектов оказались состоящими из нескольких звёзд. Звезда B, вероятно, является наиболее яркой отдельной звездой.
HD 97950B является звездой Вольфа-Райе, в спектре которой преобладают яркие эмиссионные линии. Класс WN6 показывает, что линии ионизированного азота сильны по сравнению с линиями ионизированного углерода, буква h показывает, что в спектре также присутствуют линии водорода. Данный тип звезды Вольфа-Райе является молодым объектом высокой светимости, на поверхность которого вследствие конвекции и вращения выносятся продукты термоядерных реакций CNO-цикла, а также происходит интенсивная потеря массы. Эмиссионные линии возникают в звёздном ветре. По оценкам доля водорода на поверхности звезды составляет около 60 %.
HD 97950B является самой яркой и массивной звездой в области NGC 3603: светимость данной звезды превышает солнечную в 3 миллиона раз, масса превышает солнечную в 132 раза. Несмотря на то, что звезда очень молода (её возраст оценивается в 1,5 млн лет), она потеряла значительную часть первоначальной массы. Оценка начальной массы составляет 166 M{\displaystyle _{\odot }}, следовательно, в ходе эволюции звезда потеряла около 34 M{\displaystyle _{\odot }}.